# Sony de Elá Nguema
El Sony de Elá Nguema es un equipo de fútbol de Guinea Ecuatorial, oriundo de la localidad de Elá Nguema, dentro de la ciudad de Malabo. Milita en la Primera División de Guinea Ecuatorial, la liga de fútbol más importante del país.
Este club es el más ganador de Guinea Ecuatorial, con un total de 25 títulos en total, seguido por el Akonangui FC con 11 (5 ligas, 5 copas y 1 supercopa) y el Atlético Malabo con 9 (3 ligas y 6 copas).

## Historia
El Sony de Elá Nguema fue fundado en 1976 en la localidad de Elá Nguema, en Malabo. En 1980, el club consiguió su primer título importante, la Copa Nacional. Durante ese mismo año, participó en la Copa Africana de Clubes Campeones (a pesar de no ser campeón de liga - el campeón del año anterior había sido el Real Rebola), pero fue eliminado en la primera fase por el Semassi de Togo. En 1981, repitió el título de Copa Nacional, y en 1982 participó en la Recopa Africana, donde fue derrotado por el Union Douala de Camerún por un global de 8-1. En 1983, el Sony defendió su título de Copa Nacional y participó de nuevo en la Recopa Africana, siendo eliminado por el AS Vita Club de Zaire por 5-0 en el agregado.
De 1984 a 1991, el club dominó la Liga Nacional, consiguiendo ocho títulos consecutivos. En 1992, el Sony volvió a ganar la Copa Nacional y participó en la Copa Africana de Clubes Campeones a causa del título de liga de 1991, donde fue eliminado en la fase preliminar por el Primeiro de Agosto tras perder 3-2 en el primer partido y abandonar la competencia. En 1993, participó en la Recopa Africana tras ganar la Copa, venciendo al Gazelle FC de Chad por 3-2 en la fase preliminar, pero fue eliminado en la siguiente ronda por el El-Kanemi Warriors de Nigeria, perdiendo 4-0 en el global. En 1997, ganó nuevamente la Copa Nacional tras vencer al Deportivo Mongomo 1-0 en la final.
En 1998, ganó la liga otra vez, y participó en la Recopa Africana, siendo eliminado en la fase preliminar por el Vital'O de Burundi tras un empate global 4-4, siendo derrotado por goles fuera. En 1999, el club fue subcampeón de la Liga Nacional y participó en la Liga de Campeones de la CAF, donde pasó la fase preliminar tras la retirada del Santana FC de Santo Tomé y Príncipe. Sin embargo, fue eliminado en la primera fase por el Hearts of Oak de Ghana, con un marcador global de 9-0. En 2000, volvió a ganar el título de la liga, y participó en la Copa CAF a causa de su subcampeonato en la liga de la temporada pasada, pero fue eliminado por el Chingale de Tete de Mozambique tras un empate 1-1 en el global, perdiendo 4-2 en los penales. En 2001, participó en la Liga de Campeones de la CAF, pasando la fase preliminar al vencer al Inter Bom-Bom por 3-0 en el global, con un 2-0 en visita y un 1-0 en casa. Sin embargo, fue eliminado en la primera fase por el Julius Berger FC de Nigeria, con un marcador global de 8-0.
En 2002 ganó la liga otra vez más. En 2003 terminó segundo en la fase insular y se qualificó para la Liguilla, pero no fue campeón. Participó también en la Copa CAF siendo eliminado por el AS Douanes de Togo en la fase preliminar, con un global de 1-0. En 2004, conquistó su último título de la Copa Nacional. En 2005, el Sony participó en la Copa Confederación de la CAF, pasando la fase preliminar tras un empate 0-0 en casa y 1-1 fuera contra el Munisport de Congo, avanzando por goles fuera. Sin embargo, fue eliminado por los Enugu Rangers de Nigeria en la primera fase, con un marcador global de 4-1.
Su próximo registro fue en 2008, donde el Sony continuó en la primera división, aunque no se conocen otros detalles sobre sus competiciones de ese año. En 2009, el Sony ganó la Liga Nacional, pero no hay detalles de su campaña en la temporada. En 2010, el club participó en la Liguilla tras clasificar de la fase insular, pero no logró el título. En 2011, fue campeón de liga y también ganó la Supercopa al derrotar al Atlético Semu por 1-0. En 2012, volvió a conquistar la liga. En esa misma temporada, el Sony participó en la Copa Nacional, empató 1-1 contra el Atlético Malabo, y en la tanda de penaltis, el Sony ganó 3-2. Sin embargo, no llegó a la final de la Copa Nacional y fue eliminado en la primera ronda del Trofeo Teodoro Obiang tras perder 1-0 contra los Leones Vegetarianos. Por la Liga de Campeones de la CAF, fue eliminado en las preliminares por el Dolphins FC, tras un 0-6 en el global.
En 2013, el Sony se clasificó a la Liguilla tras quedar en tercer lugar en la fase insular, terminando subcampeón de la Liguilla. En la Copa Nacional, fue eliminado en las semifinales por el The Panthers, tras empatar 0-0 en tiempo reglamentario y perder 2-1 en penales. En el Trofeo Teodoro Obiang, el Sony venció al Deportivo Unidad en la primera fase, ganando 5-6 en penales tras empatar 0-0 en tiempo reglamentario, pero no se conocen detalles de su desempeño posterior. En la Liga de Campeones continental, fue eliminado por un 0-8 global ante el Asante Kotoko en la ronda preliminar. En 2014, el Sony ganó nuevamente la liga. En 2015, el club terminó subcampeón de la Liguilla tras clasificarse desde la fase insular. En la Copa Nacional, ganó 1-0 al Real Equis en la segunda fase, pero fue eliminado en los cuartos de final por el Deportivo Unidad, perdiendo 1-0. Y en la Liga de Campeones de la CAF, fue eliminado en la fase preliminar por el Semassi por 1-2 en el global. La temporada siguiente, el club ganó la liga tras vencer a los Leones Vegetarianos por 3-2 en los penales tras empatar 0-0 en el tiempo reglamentario. Fue eliminado en las semifinales de la Copa por los mismos Leones Vegetarianos, tras perder por 1-2 en el global. Sin embargo, fue campeón de la Supercopa tras vencer el entonces campeón de Copa Racing de Micomeseng en la tanda de penales.
En 2016/17, el Sony lideró la fase insular y se clasificó a la Liguilla, aunque no logró el campeonato nacional. En la Copa Nacional, fue eliminado por el UD Estrella Roja, y en la Copa FEGUIFUT, superó al Real Rebola, al Deportivo Ebenezer (que no se presentó a los partidos) y al Atlético Semu para llegar a la final. Sin embargo, perdió la final nacional contra el Racing de Micomeseng por 2-1. Participó también en el Torneo de la República, un torneo amistoso organizado por la Federación Congoleña de Fútbol, donde perdió sus dos partidos en el Grupo B contra los Diables Noirs y el Étoile du Congo, no clasificando para las semifinales. Y en la Liga de Campeones de la CAF, fue eliminado por el Al-Merrikh de Sudán por 1-5 en el global, tras la derrota por 0-1 en casa y 1-4 en la visita. En 2017/18, el Sony terminó en cuarto lugar en la fase insular y no se clasificó a la Liguilla. En 2018/19, terminó séptimo en la fase insular y otra vez no se clasificó para la Liguilla. En 2019/20, antes de la suspensión de la liga debido a la pandemia de COVID-19, el Sony se encontraba en sexto lugar en la fase insular.
En 2020/21, no hubo liga debido a la pandemia, pero el Sony participó en la Copa Teodoro Obiang, pero fue eliminado en la primera fase por el Deportivo Unidad. En 2021/22, terminó en sexto lugar en la fase insular y fue eliminado en la tercera fase de la Copa Nacional por el UD Santa María. En 2023, terminó séptimo en la fase insular, pero no fue relegado. En la Copa, llegó a los cuartos de final, donde perdió 3-1 contra el Cano Sport Academy. En 2023/24, terminó en octavo lugar en la fase insular, cerca de la zona de descenso, y fue eliminado en los octavos de final de la Copa por el Malabo United, perdiendo 2-1.

## Palmarés
- Primera División de Guinea Ecuatorial (16):

1984, 1985, 1986, 1987, 1988, 1989, 1990, 1991, 1998, 2000, 2002, 2009, 2011, 2012, 2014, 2015-16.
- Copa Ecuatoguineana (7):

1980, 1981, 1982, 1983, 1992, 1997, 2004.
- Supercopa de Guinea Ecuatorial (2):

2011, 2015-16

## Actuaciones en campeonatos de la CAF
| Temporada | Torneo                            | Ronda      | Club               | Casa  | Visita | Global      |
| --------- | --------------------------------- | ---------- | ------------------ | ----- | ------ | ----------- |
| 1980      | Copa Africana de Clubes Campeones | 1          | AC Semassi FC      | 1-0   | 0-4    | 1-4         |
| 1982      | Recopa Africana                   | 1          | Union Douala       | 0-2   | 1-6    | 1-8         |
| 1983      | Recopa Africana                   | 1          | AS Vita Club       | 0-1   | 0-4    | 0-5         |
| 1986      | Recopa Africana                   | Preliminar | AS Fonctionnaires  | 0-0   | 1-3    | 1-3         |
| 1987      | Recopa Africana                   | 1          | Abiola Babes       | w.o.1 | w.o.1  | w.o.1       |
| 1988      | Copa Africana de Clubes Campeones | Preliminar | Etoile du Congo    | 0-1   | 0-4    | 0-5         |
| 1992      | Copa Africana de Clubes Campeones | Preliminar | Primero de Agosto  | 2-3   | w.o.1  | 2-3         |
| 1993      | Recopa Africana                   | Preliminar | Gazelle FC         | 2-1   | 1-1    | 3-2         |
| 1993      | Recopa Africana                   | 1          | El-Kanemi Warriors | 0-0   | 0-4    | 0-4         |
| 1998      | Recopa Africana                   | Preliminar | Vital'O FC         | 3-2   | 1-2    | 4-4 (a)     |
| 1999      | Liga de Campeones de la CAF       | Preliminar | Santana FC         | w.o.2 | w.o.2  | w.o.2       |
| 1999      | Liga de Campeones de la CAF       | 1          | Hearts of Oak SC   | 0-3   | 0-6    | 0-9         |
| 2000      | Copa CAF                          | Preliminar | Chingale de Tete   | 1-0   | 0-1    | 1-1 (2-4 p) |
| 2001      | Liga de Campeones de la CAF       | Preliminar | Inter Bom-Bom      | 1-0   | 2-0    | 3-0         |
| 2001      | Liga de Campeones de la CAF       | 1          | Julius Berger FC   | 0-3   | 0-5    | 0-8         |
| 2003      | Liga de Campeones de la CAF       | Preliminar | AS Douanes         | 0-0   | 0-1    | 0-1         |
| 2005      | Copa Confederación de la CAF      | Preliminar | Munisport          | 0-0   | 1-1    | 1-1 (a)     |
| 2005      | Copa Confederación de la CAF      | 1          | Enugu Rangers      | 0-1   | 1-3    | 1-4         |
| 2012      | Liga de Campeones de la CAF       | Preliminar | Dolphins FC        | 0-3   | 0-3    | 0-6         |
| 2013      | Liga de Campeones de la CAF       | Preliminar | Asante Kotoko      | 0-1   | 0-7    | 0-8         |
| 2015      | Liga de Campeones de la CAF       | Preliminar | AC Semassi FC      | 1-1   | 0-1    | 1-2         |
| 2017      | Liga de Campeones de la CAF       | Preliminar | Al-Merrikh SC      | 0-1   | 1-4    | 1-5         |

1- Sony de Elá Nguema abandonó el torneo.

2- Santana FC abandonó el torneo.

## Entrenadores
- Yélato Silué (2011–2015)[55][56][57][58]
- Hervé Nyame (2016)[59][60]
- Hervé Nyame (enero de 2023–febrero de 2023)[59][61]
- Papi Elum (febrero de 2023–2023)[62]
- Gustave Nyoumba (octubre de 2023–?)[63]
- Papi Elum (2024–presente)[1]